# 羅比之家

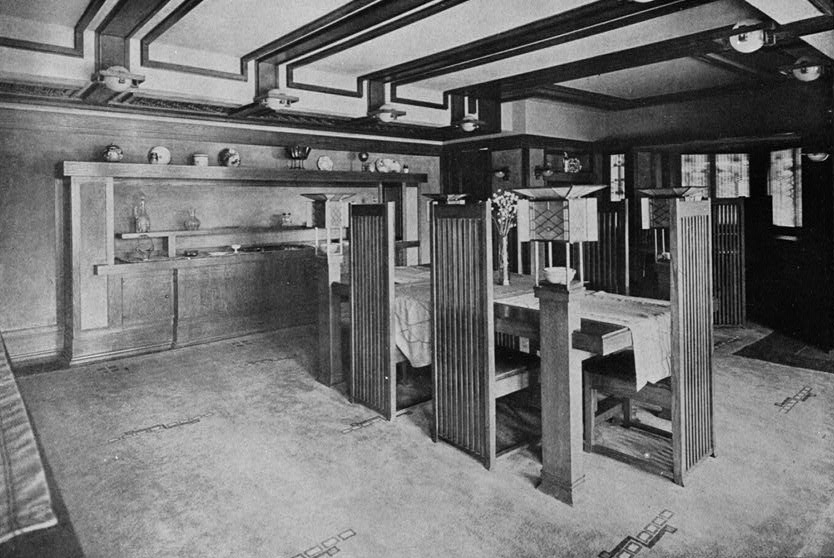
內部景觀（1911年）

弗雷德里克·C·羅比之家（Frederick C. Robie House）是一處位於芝加哥南區芝加哥大学校园内的美國國家歷史名勝。由建築師法蘭克·洛伊·萊特在1908到1910年間設計。在1963年11月27日被列入美國國家歷史名勝，2019年作为弗兰克·劳埃德·赖特的20世纪建筑作品的一部分成为世界文化遗产。

## 外部連結
- Pictures of Robie House （页面存档备份，存于）